# Jordan Hall (écrivaine)
Pour les articles homonymes, voir Jordan Hall.
Œuvres principales
Carmilla
Jordan Hall est une écrivaine, dramaturge et créatrice de séries Web canadienne, surtout connue pour avoir créé la série Web LGBT primée Carmilla.

## Jeunesse
Hall est née à Hamilton (Ontario), où elle a grandi avec ses trois frères et où elle a fréquenté l'Université McMaster. Après avoir déménagé sur la côte ouest, elle a rejoint l'Université de la Colombie-Britannique dans le cadre du programme Creative Writing MFA.

## Carrière

### Carmilla
En 2013, Jordan a co-crée la série web Carmilla récompensée par le prix ASC pour SmokeBomb Entertainment.
La série est publiée le 19 août 2014 sur la chaîne YouTube Vervegirl (rebaptisée « KindaTV » en janvier 2016). U by Kotex est le producteur exécutif de la série web. La série se déroule à l'université fictive Silas de Styrie, en Autriche, et est racontée dans des revues vidéo (vlogs) enregistrées par Laura, une étudiante de première année. Les première et deuxième saisons se composent chacune de 36 épisodes de trois à sept minutes. Une mini-saison préquelle de douze épisodes, la « saison zéro », a été annoncée juste après la sortie du dernier épisode de la saison 2.
Le 13 février 2016, il est annoncé que Carmilla diffusera sa troisième et dernière saison à l'été 2016. En 2016, la série a remporté un Rockie Award pour le contenu de marque au Festival international des médias de Banff.

### Travail de théâtre
Sa première pièce de long métrage, Kayak, a remporté le Concours des dramaturges canadiens 2010 de Samuel French et a été produite par la critique en Amérique du Nord[réf. nécessaire]. Sa pièce la plus récente, Comment survivre à une apocalypse (How to Survive an Apocalypse), sera présentée en première avec Touchstone en 2016[réf. nécessaire].

## Récompenses
En 2011, Hall a remporté le Crazy's Short Film Production Competition.